# Illigera
Illigera es un género de plantas con flor en la familia de las hernandiáceas.  Comprende 53 especies descritas y de estas, sólo 17 aceptadas.

## Taxonomía
El género fue descrito por Carl Ludwig Blume y publicado en Bijdragen tot de flora van Nederlandsch Indië 1153. 1826. La especie tipo es: Illigera appendiculata Blume

## Especies aceptadas
A continuación se brinda un listado de las especies del género Illigera aceptadas hasta mayo de 2014, ordenadas alfabéticamente. Para cada una se indica el nombre binomial seguido del autor, abreviado según las convenciones y usos. 
- Illigera aromatica S.Z. Huang & S.L. Mo
- Illigera brevistaminata Y.R. Li
- Illigera celebica Miq.
- Illigera cordata Dunn
- Illigera glabra Y.R. Li
- Illigera grandiflora W.W. Sm. & Jeffrey
- Illigera henryi W.W. Sm.
- Illigera khasiana C.B. Clarke
- Illigera luzonensis (C. Presl) Merr.
- Illigera nervosa Merr.
- Illigera orbiculata C.Y. Wu
- Illigera parviflora Dunn
- Illigera pentaphylla Welw.
- Illigera pseudoparviflora Y.R. Li
- Illigera rhodantha Hance
- Illigera trifoliata (Griff.) Dunn
- Illigera vespertilio (Benth.) Baker f.